# Isocranaus
Genre
Isocranaus est un genre d'opilions laniatores de la famille des Cranaidae.

## Distribution
Les espèces de ce genre se rencontrent en Équateur, en Colombie et au Venezuela.

## Liste des espèces
Selon World Catalogue of Opiliones (11/08/2021) :
- Isocranaus gorgonae Hirst, 1925
- Isocranaus obscurus Roewer, 1915
- Isocranaus strinatii Šilhavý, 1979
- Isocranaus umbraticus Roewer, 1959

## Publication originale
- Roewer, 1915 : « 106 neue Opilioniden. » Archiv für Naturgeschichte, vol. 81, no 3, p. 1–152 (texte intégral).